# Kingfisher (Oklahoma)
Kingfisher is een plaats (city) in de Amerikaanse staat Oklahoma, en valt bestuurlijk gezien onder Kingfisher County.

## Demografie
Bij de volkstelling in 2000 werd het aantal inwoners vastgesteld op 4380.
In 2006 is het aantal inwoners door het United States Census Bureau geschat op 4497, een stijging van 117 (2,7%).

## Geografie
Volgens het United States Census Bureau beslaat de plaats een oppervlakte van
10,7 km², geheel bestaande uit land. Kingfisher ligt op ongeveer 321 m boven zeeniveau.

## Plaatsen in de nabije omgeving
De onderstaande figuur toont nabijgelegen plaatsen in een straal van 28 km rond Kingfisher.